# Saint-Élie-de-Caxton
Saint-Élie-de-Caxton är en kommun i provinsen Québec i Kanada. Den ligger i regionen Mauricie, i den sydöstra delen av landet, 240 km nordost om huvudstaden Ottawa.